# Verlobung Marias

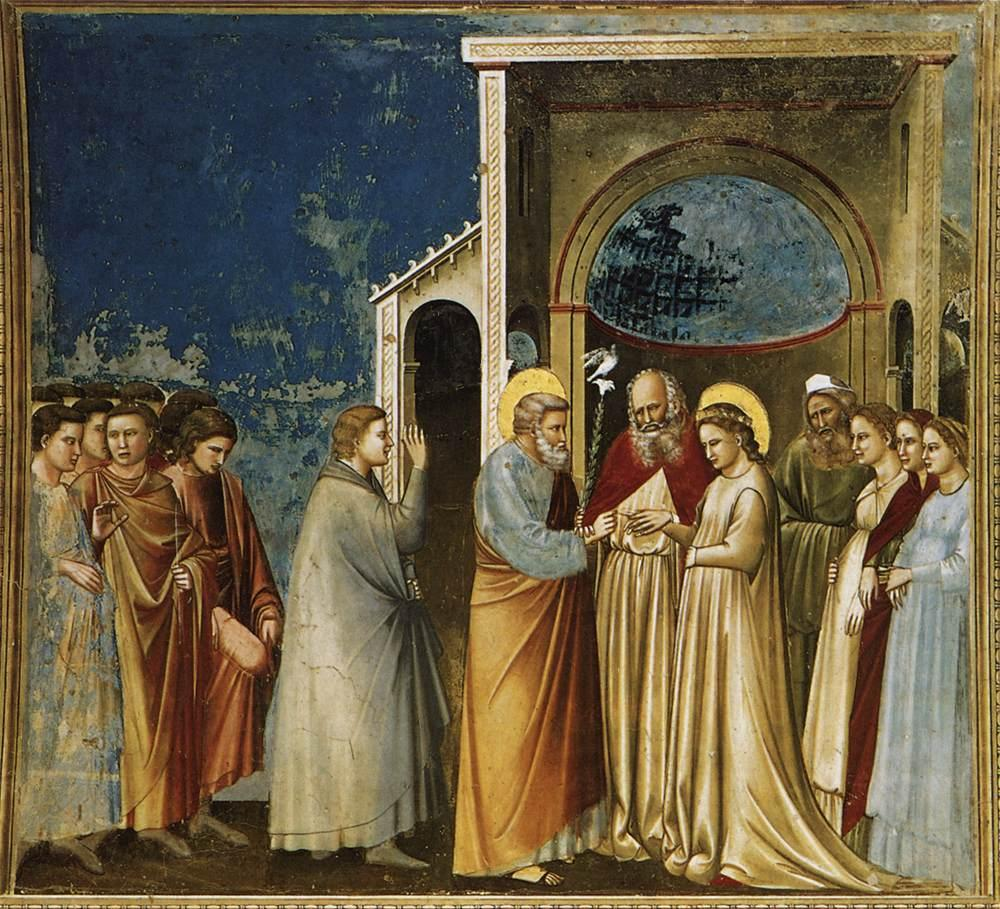
Giotto: Verlobung Marias und Josefs (um 1305)

Die Verlobung Marias, auch Vermählung Marias oder Vermählung Mariä/Mariae, mit Josef von Nazaret ist ein legendarisches Motiv des Marienlebens, das in der katholischen Volksfrömmigkeit und Kunst bis zum Barock eine bedeutende Rolle spielte. In der vorkonziliaren katholischen Liturgie gab es seit dem Spätmittelalter einen Gedenktag In desponsatione Beatae Mariae Virginis cum Sancto Joseph am 23. Januar, der regional als Votivgedächtnis begangen werden konnte.

## Legende
Die legendarische Ausformung geht aus von Mt 1,18  und Lk 2,5 , wo Maria und Josef als „verlobt“ bezeichnet werden.
Das Protoevangelium des Jakobus aus der zweiten Hälfte des 2. Jahrhunderts erzählt, Maria habe bis zu ihrem zwölften Lebensjahr als geweihte Jungfrau im Jerusalemer Tempel gelebt. Dann habe der Hohepriester vom Engel des Herrn die Weisung erhalten, alle Witwer Israels herbeirufen zu lassen. Jeder solle einen Stab mitbringen. So sei auch Josef beim Tempel erschienen. Der Hohepriester habe die Stäbe in den Tempel gelegt und danach wieder ausgeteilt. Als Josef als Letzter seinen Stab zurückerhielt, sei dem Stab eine Taube entschlüpft und habe sich auf Josefs Kopf gesetzt. Darauf habe der Hohepriester Josef verkündet, er sei erwählt, „die Jungfrau des Herrn heimzuführen, um sie dir jungfräulich zu behüten“. Josef habe zunächst gezögert, da er alt sei und schon Söhne habe, dann aber eingewilligt und Maria heimgeführt.
Eine darauf basierende und ihrerseits literarisch fruchtbar gewordene Version der Erzählung bietet das Pseudo-Matthäus-Evangelium (um 600).
Am wirksamsten wurde die Fassung der Legenda aurea (um 1260), der zufolge Maria 14 Jahre alt war und der Hohepriester nicht die Witwer ganz Israels, sondern alle heiratsfähigen Männer aus der Nachkommenschaft Davids zusammenrief. Als Zeichen kündigt der Engel mit Bezug auf Jes 11,1–2  an, dass der Stab des Erwählten zu blühen beginnen werde und der Heilige Geist in Taubengestalt sich auf dem Stab niederlassen werde. Auch in dieser Fassung ist Josef schon bejahrt und sträubt sich zunächst.
Über einen rituellen Akt der Verlobung berichtet die Legende nichts, ebenso wenig über eine Hochzeitszeremonie im Zusammenhang mit der Heimführung. Der rechtliche Rang der Verbindung von Maria und Josef war darum im Mittelalter Thema gelehrter Auseinandersetzungen und wurde schließlich zugunsten einer wirklichen, wenn auch nicht vollzogenen Ehe entschieden.

## Bildtypus

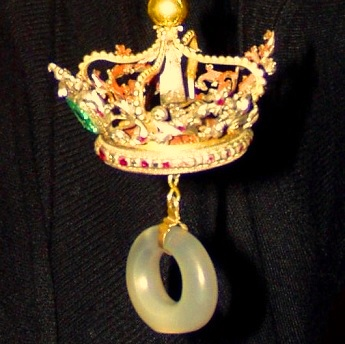
Verlobungsring Marias – Santo Anello, Reliquie im Dom von Perugia

Im Bild wurde die Verlobung Marias und Josefs seit Giotto di Bondone (1266–1337) als formelle Handlung vor dem Hohenpriester mit Ringübergabe Josefs an Maria und mit einer Tempelarchitektur im Hintergrund dargestellt. Josefs Stab blüht – meist mit einer Lilie –, die Geisttaube sitzt auf dem Stab oder erscheint oberhalb des Paares.

## Liturgie
Ein liturgisches Gedenken der Desponsatio kam im 15. Jahrhundert in Frankreich auf, wurde im 16. Jahrhundert von mehreren Orden gefördert und 1725 von Papst Benedikt XIII. für die Gesamtkirche am 23. Januar als regionaler Brauch erlaubt. Im Zuge der Liturgiereform nach dem Zweiten Vatikanischen Konzil wurde es aus dem liturgischen Kalender gestrichen.